# Gebirgs-Kleintenrek
Der Gebirgs-Kleintenrek (Microgale monticola), auch Gebirgs-Kleintanrek, ist eine Säugetierart aus der Gattung der Kleintenreks innerhalb der Familie der Tenreks. Er bewohnt die Höhenlagen von zwei Gebirgsmassiven im Nordosten der Insel Madagaskar, wo er an insgesamt vier Lokalitäten auftritt. Die Tiere repräsentieren mittelgroße Vertreter der Kleintenreks. Wie andere Kleintenreks auch kennzeichnet sie ein kräftiger, spindelförmiger Körper und ein langgestreckter Kopf mit schmaler Schnauze. Sie verfügen über einen relativ langen Schwan, der den restlichen Körper an Länge übertrifft. Als Lebensraum dienen feuchte Bergwälder in Talsenken und an Hängen. Die Lebensweise des Gebirgs-Kleintenreks ist kaum erforscht. Die Art wurde im Jahr 1998 erstbeschrieben, sie ist in ihrem Bestand bedroht.

## Merkmale

### Habitus
Der Gebirgs-Kleintenrek ist ein mittelgroßer Vertreter der Kleintenreks. Seine Kopf-Rumpf-Länge beträgt 7,2 bis 9,2 cm, seine Schwanzlänge 9,8 bis 11,7 cm. Der Schwanz wird somit etwas länger als der restliche Körper. Das Gewicht variiert von 12 bis 17,5 g. Im Körperbau ähnelt der Gebirgs-Kleintenrek anderen Vertretern der Gattung. Er ist moderat robust gebaut, der Körper hat eine Spindelform, die Gliedmaßen sind kurz und kräftig, der Kopf ist lang und vorn spitz zulaufend, die Ohren erreichen Längen von 12 bis 16 mm. Das Rückenfell erscheint dunkelgrau bis leicht angegraut. Die Einzelhaare besitzen silbergraue Basen und zunächst dunkelbraun gebänderte, dann rotbraune Schäfte, während die Spitzen wiederum dunkelbraun getönt sind. Leithaare zeichnen sich durch graubraune Basen aus, der Schaft ist durchgehend dunkelbraun. Am Bauch dominieren ebenfalls dunkelbraune Farbtöne, die Einzelhaare ebenso wie die Leithaare hier ähneln denen des Rückens, ihre Schäfte und Spitzen sind aber eher gelbbraun, bei den Einzelhaaren treten teilweise auch braune Farbtöne auf. Der Schwanz ist oberseits dunkelbraun, unterseits etwas heller und wird von einem dünnen Fell aus kurzen Haaren bedeckt, so dass die Schwanzschuppen deutlich sichtbar bleiben. Vorder- und Hinterfüße weisen jeweils fünf Strahlen mit leicht verlängerten Finger- und Zehengliedern auf. Sie werden moderat lang, der Vorderfuß ist etwas verbreitert. Der Hinterfuß misst zwischen 19 und 21 mm in der Länge. Im Aufbau ähneln sich der Vorder- und Hinterfuß. Die Strahlen II bis IV sind am längsten, der erste (innere) Strahl  reicht nur bis zur Basis des zweiten Strahls, der fünfte bis zum Ansatz des letzten Glieds des vierten Strahls. Die Oberseiten der Füße bedeckt ein dunkelbraunes Fell, die Sohlen sind nackt, teilweise tritt aber seitlich an den Rändern eine dünne Behaarung auf. Weibchen besitzen drei Paare an Milchdrüsen, zwei in der Leistengegend und eines variabel im Brust- oder Bauchbereich.

### Schädel- und Gebissmerkmale
Der Schädel ist durchschnittlich lang, seine größte Länge beträgt 24,5 bis 25,8 mm, seine größte Breite am Hirnschädel gemessen 10,1 bis 11,1 mm. Das Rostrum zeigt sich leicht verlängert, das Nasenbein reicht nach hinten bis zum Jochbein. Der hintere Schädelabschnitt ist gerundet und hoch, das Stirnbein verbreitert sich hier markant. Die Einschnürung hinter den Augen verengt den Schädel nur wenig. Der Unterkiefer hat einen leicht robusten Bau, in Längsachse verläuft der horizontale Körper schwach sinusartig. Insgesamt wird der Unterkiefer 17,3 bis 17,5 mm lang und am Kronenfortsatz 5,3 bis 5,6 mm hoch.
Das Gebiss setzt sich aus 40 Zähnen mit folgender Zahnformel zusammen: {\displaystyle {\frac {3.1.3.3}{3.1.3.3}}}. Die vorderen Zähne bis zum ersten oder zweiten Prämolaren (P2 oder P3) stehen nicht geschlossen, sondern werden jeweils durch kurze Diastemata voneinander getrennt. Die beiden inneren Schneidezähne sowohl im Ober- als auch im Unterkiefer sind vergleichsweise groß, der jeweils äußere ist eher klein. Sie weisen ebenso wie der Eckzahn zusätzliche Höckerchen auf den Zahnkronen auf. Die Backenzähne charakterisiert ein zalambdodontes Kauflächenmuster mit drei markant ausgeprägten Höckerchen. Der vorderste Prämolar (P2) ist relativ groß, im Unterkiefer erreicht er fast die Ausmaße des nachfolgenden Prämolaren (P3). Die Molaren zeigen kaum Unterschiede zu denen der anderen Gattungsvertreter. Vor allem der letzte obere Backenzahn ist in seiner Größe stark reduziert. Die Länge der oberen Zahnreihe variiert von 12,1 bis 12,8 mm.

## Verbreitung

Verbreitungsgebiet des Gebirgs-Kleintenreks

Der Gebirgs-Kleintenrek ist endemisch im nördlichen Madagaskar verbreitet. Sein Vorkommen beschränkt sich gegenwärtig auf vier Lokalitäten in zwei Gebirgsmassiven in der Provinz Antsiranana. Die beiden Gebirge, das Marojejy-Massiv im Nordosten und das Anjanaharibe-Massiv im Südwesten, erheben sich beide bis in Höhen von über 2000 m. Sie werden vom landwirtschaftlich intensiv genutzten Andapa-Becken getrennt und liegen in nur 40 km Entfernung zueinander. Die Art lebt dort in einem relativ schmalen Höhenstreifen, der von 1550 bis 1950 m über dem Meeresspiegel reicht. Die Landschaft wird von nebligen Bergwäldern und Pflanzengemeinschaften bestehend aus Hartlaubgewächsen bestimmt. Die Tiere bevorzugen feuchte Talgründe, Hänge, die von Bambus bestanden sind, und Felsrücken. Ihren Lebensraum teilen sie mit mehreren anderen Kleintenreks. so dem Cowan-Kleintenrek (Microgale cowani), dem Kleinen Langschwanz-Kleintenrek (Microgale longicaudata) und dem Zwergkleintenrek (Microgale parvula), als einzige Art ist der Gebirgs-Kleintenrek aber auf den Höhenbereich beschränkt. Bisher sind rund zwei Dutzend Individuen bekannt, etwa ein Viertel davon stammt vom Anjanaharibe-Massiv, wo die Art in den 1990er Jahren entdeckt worden war. Anhand der bisher gefangenen Exemplare bei den Vorortuntersuchungen wird davon ausgegangen, dass der Gebirgs-Kleintenrek relativ häufig auftritt.

## Lebensweise
Die Lebensweise des Gebirgs-Kleintenreks ist weitgehend unerforscht. Im Gebiss- und Körperbau zeigen die Tiere kaum Spezialisierungen. Ein Individuum wurde am Eingang zu einem Hohlraum in das Wurzelwerk eines kleineren Baumes gefangen. Mehrere trächtige Weibchen besaßen zwischen einem und zwei Embryonen in der Gebärmutter. Diese maßen je nach Entwicklungsstadium zwischen 3 und 30 mm, wobei bei letzterem die Geburt kurz bevorstand.

## Systematik
Der Gebirgs-Kleintenrek ist eine Art aus der Gattung der Kleintenreks (Microgale) innerhalb der Familie der Tenreks (Tenrecidae). Die Kleintenreks bilden zusammen mit den Reiswühlern (Oryzorictes) und den Vertretern der Gattung Nesogale die Unterfamilie der Reistenreks (Oryzorictinae). Dabei gelten die Kleintenreks mit mehr als 20 Arten als das formenreichste Mitglied der gesamten Familie. Sie werden aufgrund einiger morphologischer Merkmale als eher ursprünglich innerhalb der Tenreks angesehen. Die Gattung entstand molekulargenetischen Analysen zufolge bereits im Unteren Miozän vor etwa 16,8 Millionen Jahren, in der Folgezeit kam es zu einer beträchtlichen Diversifizierung. Die heutigen Vertreter zeigen Anpassungen an verschiedene Lebensweisen, so kommen teils unterirdisch grabende, oberirdisch lebende beziehungsweise baumkletternde und wasserbewohnende Formen vor. Ein größerer Teil der Kleintenreks bewohnt die feuchten Wäldern des östlichen Madagaskars, einige wenige Arten kommen auch in den trockeneren Landschaften des westlichen Inselteils vor. Innerhalb der Gattung lassen sich sowohl morphologisch als auch genetisch verschiedene Verwandtschaftsgruppen nachweisen. Der Gebirgs-Kleintenrek steht dabei in enger Beziehung mit dem Taiva-Kleintenrek (Microgale taiva).
Die wissenschaftliche Erstbeschreibung des Gebirgs-Kleintenreks erfolgte durch Steven M. Goodman und Paulina D. Jenkins im Jahr 1998. Sie basierte auf sieben Individuen vom Anjanaharibe-Massiv im Nordosten von Madagaskar. Die Typuslokalität liegt 11 km westsüdwestlich von Befingitra im Naturreservat Anjanaharibe Sud und erhebt sich 1550 m über dem Meeresspiegel. Das von dort stammende Holotyp-Exemplar umfasst ein ausgewachsenes weibliches Tier, das Mitte November 1994 von Goodman selbst im Rahmen einer Feldstudie im Naturschutzgebiet aufgesammelt worden war. Das Artepitheton monticola ist lateinischen Ursprungs und bezieht sich auf den gebirgigen Lebensraum der Tiere.

## Bedrohung und Schutz
Der Gebirgs-Kleintenrek kommt im 321 km² Naturreservat Anjanaharibe Sud und im rund 600 km² Nationalpark Marojejy vor. Eine gegenwärtig noch nicht geschützte Population besteht am Westhang des Anjanaharibe-Massivs. Größte Bedrohung für den Bestand des Gebirgs-Kleintenreks ist der illegale Holzeinschlag, hauptsächlich zur Gewinnung von Palisander, aber auch von Brennmaterial, was bis in die Naturschutzgebiete hinein geschieht. Weiter wirken sich Brandrodung und der Abbau von Edelsteinen negativ auf die Populationen aus. Da die Art nur auf einen schmalen Höhenbereich der Gebirgszonen beschränkt ist, kann dies in naher Zukunft zu ihrem Aussterben führen. Die IUCN listet den Gebirgs-Kleintenrek daher in der Kategorie „bedroht“ (vulnerable). Besondere Bedeutung liegen in der zukünftigen Erforschung der genauen Grenzen des Verbreitungsgebietes und vor allem der Biologie und der Ökologie der Art.